# Уральська сільська рада (Первомайський район)
Ура́льська сільська рада (рос. Уральский сельский совет) — сільське поселення у складі Первомайського району Оренбурзької області Росії.
Адміністративний центр — селище Уральський.

## Населення
Населення — 1333 особи (2019; 1660 в 2010, 2299 у 2002).

## Склад
До складу сільської ради входять:
| Населений пункт    | Населення, осіб (2002) | Населення, осіб (2010) |
| ------------------ | ---------------------- | ---------------------- |
| Ветьолки, селище   | 153                    | 105                    |
| Долинний, селище   | 218                    | 1                      |
| Лебедєв, селище    | 184                    | 73                     |
| Межевий, селище    | 156                    | 106                    |
| Усов, селище       | 291                    | 217                    |
| Уральський, селище | 1297                   | 1158                   |